# Wilhelm von Kamienski
Friedrich Wilhelm Johann von Kamienski (* 31. Dezember 1809 in Prenzlau; † 11. Mai 1867 in Dresden) war ein preußischer Generalleutnant und Kommandeur der 5. Division.

## Leben

### Herkunft
Wilhelm von Kamienski war der Sohn des preußischen Oberst Joseph von Kamienski (1751–1820) und dessen Ehefrau Juliane, geborene Salzmann. Sein Vater war Kommandeur des Infanterieregiments „Braunschweig-Oels“.

### Werdegang
Kamienski besuchte das Berliner Kadettenhaus und wurde am 30. März 1827 als Sekondeleutnant dem 25. Infanterie-Regiment der Preußischen Armee überwiesen. Zur weiteren Ausbildung war er 1831/34 an die Allgemeine Kriegsschule kommandiert und fungierte anschließend als Adjutant des II. Bataillons. Vom 30. März 1839 bis zum 26. März 1847 war Kamienski zur Dienstleistung als Adjutant bei der 14. Landwehr-Brigade kommandiert und stieg zwischenzeitlich zum Premierleutnant auf. Unter Beförderung zum Hauptmann versah er ab dem 27. März 1847 als Kompaniechef wieder Dienst in seinem Regiment. Am 13. Januar 1853 wurde er als Major zum Kommandeur des III. Bataillons im 25. Landwehr-Regiment in Malmedy ernannt. Daran schloss sich am 13. November 1856 eine Verwendung als Kommandeur des Füsilier-Bataillons im 28. Infanterie-Regiment und in dieser Stellung avancierte er am 22. Mai 1858 zum Oberstleutnant. Am 25. Mai 1858 wurde Kamienski zunächst zur Dienstleistung im Kriegsministerium kommandiert und am 20. Januar 1859 mit der Ernennung zum Chef des Bekleidungsabteilung in das Ministerium versetzt. Man beauftragte ihn am 12. Juni 1860 mit der Führung des 24. kombinierten Infanterie-Regiments, aus dem zum 1. Juli 1860 das 8. Brandenburgische Infanterie-Regiment Nr. 64 hervorging. Kamienski wurde mit diesem Datum unter Beförderung zum Oberst zum Kommandeur dieses Regiments ernannt. In dieser Stellung erhielt er im Herbst 1863 den Roten Adlerorden III. Klasse mit Schleife sowie den Kronen-Orden III. Klasse.
Sein Regiment führte Kamienski 1864 im Krieg gegen Dänemark im Gefecht bei Büffelkoppel und dem Sturm auf die Düppeler Schanzen. Für sein Wirken erhielt er den Kronen-Orden II. Klasse mit Schwertern sowie das Ritterkreuz des Königlichen Hausordens von Hohenzollern mit Schwertern. Unter Stellung à la suite seines Regiments wurde er am 21. April 1864 zum Kommandeur der 10. Infanterie-Brigade ernannt und am 25. Juni 1864 zum Generalmajor befördert. Von den Verbündeten erhielt Kamienski das Mecklenburgische Militärverdienstkreuz und das Kommandeurkreuz des Österreichischen Leopold-Ordens mit Kriegsdekoration.
Auch im Krieg gegen Österreich konnte sich Kamienski mit seinen Großverband in den Schlachten bei Gitschin und Königgrätz bewähren und wurde am 20. September 1866 mit dem Orden Pour le Mérite ausgezeichnet. Er wurde am 30. Oktober 1866 zum Kommandeur der 5. Division und am 31. Dezember 1866 mit Patent vom 30. Oktober 1866 zum Generalleutnant befördert. Er starb kurze Zeit später am 11. Mai 1867 unverheiratet in Dresden.